# Canone buddista tibetano

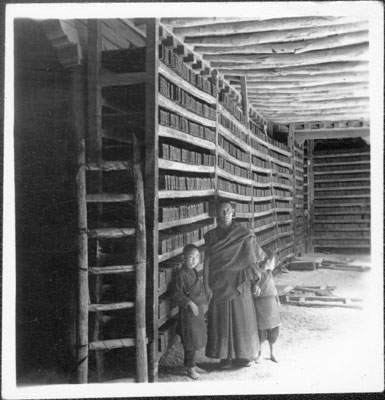
Blocchi in legno per la stampa xilografica del Canone buddista tibetano predisposti nel XVIII secolo, in una foto del 1948 del monastero di Nartang. Questo tesoro culturale tibetano è andato distrutto negli anni '60 del XX secolo durante la Rivoluzione culturale avviata dal Partito Comunista Cinese.

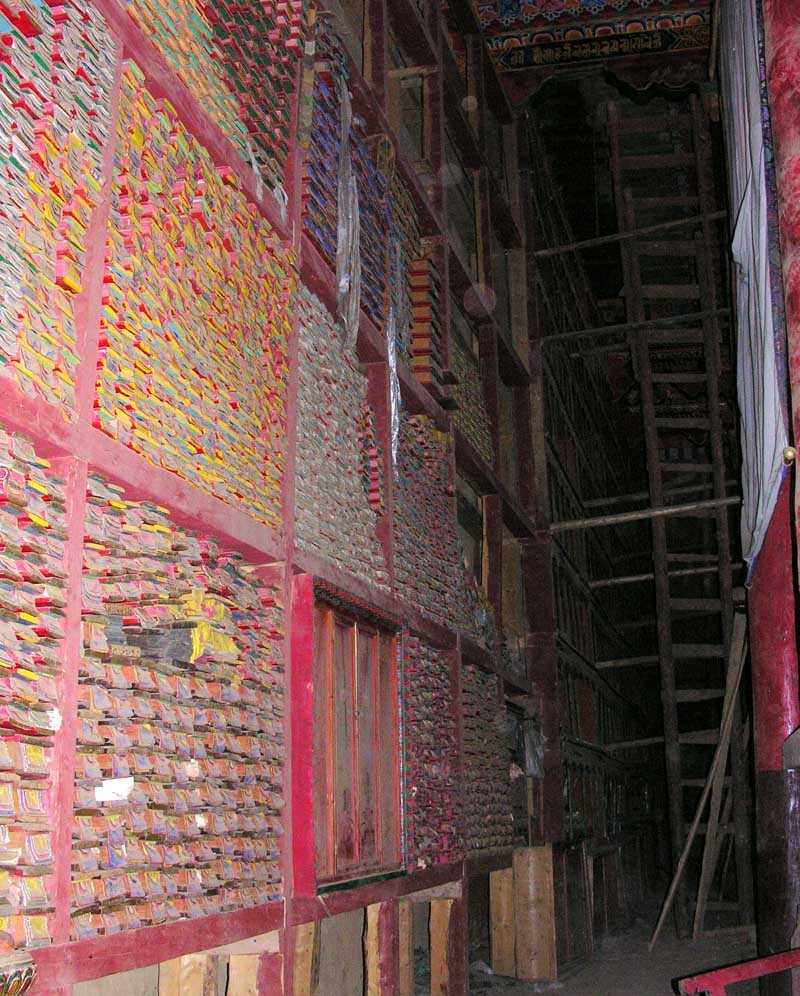
Blocchi del Canone buddista tibetano conservati presso il monastero di Riwoche, Tibet.

Con l'espressione Canone buddista tibetano, o Canone tibetano, si indica, negli studi buddisti, l'insieme di due raccolte di testi propri della letteratura buddista canonica in lingua tibetana e che corrispondono a:
- il bKa’-’gyur (nella grafia tibetana:  བཀའ་འགྱུར; reso anche come Kangyur o Kanjur; lett. "[La raccolta delle] parole tradotte [del Buddha]");
- il bsTan-’gyur (nella grafia tibetana:  བསྟན་འགྱུར; reso anche come Tangyur o Tanjur; lett. "[La raccolta dei] commentari tradotti").

Il Canone tibetano è quindi l'opera che raccoglie i sūtra (མདོ, mdo), i tantra (རྒྱུད, rgyud),  i śāstra (བསྟན་བཆོས, bstan bcos), il vinaya (འདུལ་བ།, 'dul ba) e in generale le scritture buddiste, tradotte in lingua tibetana e ritenute importanti per la tradizione del Buddismo Vajrayāna in Tibet. 
Il Canone tibetano si è sostanzialmente formato dall'VIII al XIII secolo, assumendo una sua prima edizione definitiva grazie al dotto poligrafo e bla-ma (བླ་མ) del XIV secolo Bu-ston rin-chen grub ( བུ་སྟོན་རིན་ཆེན་གྲུབ་, anche Butön Rinchen Drup, 1290-1364). Complessivamente esso si compone di oltre trecento volumi comprendenti circa quattromila opere tradotte dal sanscrito, dal pracrito, dallo apabhraṃśa, dal cinese e da lingue centroasiatiche, ma si compone anche di commentari redatti direttamente in lingua tibetana.

## Origini e sviluppo
L'iniziale compilazione dei predetti rami del Canone buddista tibetano, compilazione originaria andata perduta, è avvenuta nel corso dei primi 25 anni del XIV secolo presso il monastero di sNar-thang dgon-pa (སྣར་ཐང་དགོན་པ, anche Nartang, a 7 km ad Est della cittadina di Qumig, nella regione di Samzhubzê, Tibet meridionale), appartenente all'ordine monastico dei bKa' gdams pa (བཀའ་གདམས་པ་). 
Tale compilazione, ad opera di eruditi, quali dBus-pa Blo-gsal Byang-chub-ye-shes (Upa Losal Jyangchub Yeshe, ca. 1265-1355) e bCom-Idan Rig-pa'i-ral-gri (Chomden Rigpé Raldri, 1227-1305), intendeva organizzare tutti i testi raccolti lungo le regioni tibetane. A questi eruditi si aggiunse, successivamente, il poligrafo Bu-ston rin-chen grub.
Questi eruditi tibetani si ispirarono, nella formazione del Canone, a più antichi cataloghi delle opere scritte o tradotte in lingua tibetana durante il periodo reale (VII-IX secolo), il cui più noto è il IDan dkar ma predisposto nell'812, o ancora probabilmente, dall'emulazione nei confronti dei buddisti cinesi, questo per giungere a una edizione definitiva degli scritti buddisti in tibetano. Da evidenziare inoltre che il criterio di edizione di questi eruditi fu basato sul fatto di approvare, in particolar modo per i tantra raccolti nel  bKa’-’gyur, solo quei testi di cui esistevano ancora i manoscritti originari dell'India. Ciò portò gli eruditi ad escludere buona parte del materiale tradotto prima dell'XI secolo, ed è per questa ragione che il Canone buddista in questa lingua è ricco di testi medievali, ma, comparativamente, povero dei testi più antichi.
La ragione di questa selezione a favore dei testi di cui si conservava ancora la versione indiana era motivata dal fatto che a partire dal lotsāva (ལོ་ཙཱ་བ།, traduttore tibetano) Rin-chen-bzang-po (མི་འགྱུར་རིན་ཆེན་བཟང་པོ, 958-1055) lo stile di traduzione era cambiato, da uno di tipo "analogico" (དོན, don) si era passati a un criterio di traduzione maggiormente "letterale" (ཚིག, tshig). 
Una seconda versione del  bKa’-’gyur, detta Tshal pa (ཚལ་པ་), basata su quella del effettuata nel monastero di sNar-thang,  la si deve ad un gruppo di eruditi con il patrocinio dal principe locale Si-tu dGe-ba'i-blo-gros (anche Situ Gewe Lodrö, 1309-1364; anche Tshal pa kun dga 'rdo rje ovvero Tshelpa Kunga Dorje) nel monastero di Tshal Gung-thang (ཚལ་གུང་ཐང་དགོན་པ།, a 10 km da Lhasa) afferente ai bKa'-brgyud (བཀའ་བརྒྱུད). Di questa edizione conserviamo il colophon e quindi sappiamo, ad esempio, che le revisioni apportate seguivano le indicazioni proprie del Mahāvyutpatti, spostando alcuni titoli del  bKa’-’gyur di Narthang nel bsTan-’gyur.  Tale edizione, unitamente a una nuova redazione bsTan-’gyur, venne consacrata da Bu-ston rin-chen 'grub nel 1351 ed è considerata il prototipo delle edizioni orientali del Canone tibetano.  Il  Tshal pa bKa’-’gyur fu alla base della prima versione xilografica del Canone tibetano, detta edizione di Yongle, a Pechino nel 1410, cui seguiranno diverse altre, tra cui: Wanli (1605), Kangxi (1684-1692 e 1717-1720), Qianlong (1737). Un'altra edizione importante afferente alla tradizione del Tshal pa bKa’-’gyur è quella detta Jang sa tham (འཇང་ས་ཐམ་; anche di Lithang o di Li thang, ལི་ཐང་། (理塘)), che poi sarà di base per un'ulteriore edizione detta di Co-ne (ཅོ་ནེ), dal nome della città che ne ospitava il monastero.
Una terza versione del  bKa’-’gyur indicata con il nome di Them spangs ma (ཐེམ་སྤངས་མ) fu completata nel 1431 presso il monastero di dPal 'khor chos sde con sede a Rgyal-rtse (རྒྱལ་རྩེ, Gyantse, Tibet occidentale) sotto il governatore Rab brtan Kun bzang 'phags pa (Rabten Kunzang Pak, 1389-1442) prendendo come modello la versione del monastero di sNar-thang. Questa versione si diffuse rapidamente divenendo quella di riferimento del Tibet occidentale. Questa versione è particolarmente importante perché sarà largamente diffusa nel XVII secolo sotto il V Dalai Lama.
Vi furono successive edizioni e stampe le quali, invece di proseguire linearmente da queste prime edizioni, provocarono delle "contaminazioni" tra le stesse, ora prendendo da una versione ora da un'altra. È il caso, ad esempio, della prima versione a stampa effettuata in Tibet nel 1733 presso il monastero dei Sa skya pa a sDe dge (སྡེ་དགེ, Derge) che se da una parte riprende dalla edizione detta Jang sa tham (Li thang) quindi quella dalla tradizione dello Tshal pa, dall'altra riprende il bKa' 'gyur detto lHo rdzong (ལྷོ་རྫོང)  di tradizione Them spangs ma.
Tutte queste versioni, tuttavia, prediligevano i tantra più recenti di cui si conservava un'edizione nelle lingue indiane, escludendo quelli antichi afferenti ai snga 'gyur rnying ma (སྔ་འགྱུར་རྙིང་མ།, anche Nyingmapa)  questi furono raccolti da Rat na gLing-pa (རཏྣ་གླིང་པ་, anche Ratna Lingpa, 1403 - 1478) in un'opera intitolata rNying ma rgyud 'bum' (རྙིང་མ་རྒྱུད་འབུམ་, Nyingma Gyübum, "Centomila tantra della Tradizione Antica").
Per quanto concerne il  bsTan-’gyur questo continuerà a raccogliere commentari fino all'epoca del V Dalai, nel XVII secolo, quando assumerà la sua forma definitiva.

## IlbKa’-’gyur(བཀའ་འགྱུར)
Come spiegato più sopra esistono diverse edizioni del bKa’-’gyur, con differenti organizzazioni dei testi, di seguito, e a titolo esemplificativo, utilizzeremo la catalogazione propria della edizione detta di sDe dge (Derge, acronimo "D"), in complessivi 103 volumi, nella sua catalogazione da parte dell'Università del Tōhoku (acronimo "Toh"), la più diffusa negli studi, e nella sua suddivisione da parte dell'istituto buddista tibetano "84000: Translating the Words of the Buddha". È da tener presente che i titoli delle opere possono, quindi, conservare delle varianti. Nella catalogazione dell'Università del Tōhoku, bKa’-’gyur si compone di 1.108 testi (Toh: 1-1108). 

### Ilvinaya(འདུལ་བ།, 'dul ba)

#### Sezione del 'Dul ba(འདུལ་བ།,Vinaya)
- Qui viene conservato il vinaya dell'antica scuola dei Mūlasarvāstivāda, suddiviso in 7 sottosezioni (Toh: 1-7) che generalmente corrispondono alle singole opere, per complessivi 13 volumi (voll. 1-13).

### Isūtra(མདོ,mdo)

#### Sezione deiSher phyin(ཤེར་ཕྱིན།,Prajñāpāramitā, "La sapienza trascendente" o "La perfezione della saggezza")
- Qui vengono conservati i sūtra del ciclo della Prajñāpāramitā, è suddiviso in 27 sottosezioni (Toh: 8-34), per complessivi 21 volumi (voll. 14-34).

#### Sezione delGsar 'gyur(གསར་འགྱུར།, Tredicisūtrahīnayāna))
- Qui vengono conservati tredici sūtra appartenenti alla tradizione del buddismo dei Nikāya tradotti nel XIV secolo (Toh 31-43).

#### Sezione delPhal chen(ཕལ་ཆེན།,Buddhāvataṃsakasūtra, "Il Grande sūtra sull'Ornamento Fiorito dei Buddha")
- Qui viene conservato il Buddhāvataṃsakasūtra (o Avataṃsakasūtra) in 44 capitoli, di cui alcuni si presentano indipendenti, è in una sottosezione (Toh 44), per complessivi 4 volumi (voll. 35-38).

#### Sezione delDkon brtsegs(དཀོན་བརྩེགས།,Ratnakūṭa, "Cumulo di Gioielli")
- Qui vengono conservati i sūtra del ciclo del Ratnakūṭasūtra, è in 49 sottosezioni (Toh 45-93), per complessivi 6 volumi (voll. 39-44).

#### Sezione delMdo sde(མདོ་སྡེ།, "Collezione diSūtra")
- Questa sezione contiene una miscellanea di sūtra mahāyāna, è in 266 sottosezioni (Toh 94-359), per complessivi 32 volumi (voll. 45-76).

### Itantra(རྒྱུད,rgyud)

#### Sezione delBla med rgyud(བླ་མེད་རྒྱུད།,Anuttarayoga, "Lo Yoga Supremo")
- Questa sezione contiene i tantra dello "Yoga Supremo", è in 119 sottosezioni (Toh 360-478), per complessivi .

#### Sezione delRnal ’byor gyi rgyud(རྣལ་འབྱོར་གྱི་རྒྱུད།,Yogatantra, "Lo Yoga tantra")
- Questa sezione contiene i tantra dello "Tantra yoga", ovvero a quel tipo di pratica tantrica che predilige la pratica della visualizzazione rispetto alle purificazioni rituali, è in 15 sottosezioni (Toh 479-493).

#### Sezione delSpyod pa’i rgyud(སྤྱོད་པའི་རྒྱུད།,Caryātantra, "Tantra della condotta)
- Questa sezione contiene i tantra che concernono sia l'aspetto meditativo che il rituale e sono focalizzati in particolar modo sulle deità di Vairocana e Vajrapāṇi, è in 8 sottosezioni (Toh 494-501).

#### Sezione delBya ba'i rgyud(བྱ་བའི་རྒྱུད།,Kriyātantra, "Tantra dell'azione")
- Questa sezione contiene i tantra che prediligono il rituale, è in 307 sottosezioni (Toh 502-808).

#### Sezione delBsngo smon shis brjod(བསྔོ་སྨོན་ཤིས་བརྗོད།,Parināmanā-pranidhāna-maṅgalācarana)
- Questa sezione contiene i tantra che contengono "aspirazioni", "preghiere", "espressioni di buon auspicio" per realizzare il cammino, è in 19 sottosezioni  (Toh 809-827).

#### Sezione delRnying rgyud(རྙིང་རྒྱུད།,Pratantra, "Tantra antichi")
- Questa sezione contiene una piccola raccolta di 17 testi della tradizione antica (Ngagyur Nyingma) (Toh 828-844).

### Ledhāraṇī(གཟུངས།,gzungs)

#### Sezione delGzungs 'dus(གཟུངས་འདུས།,dhāraṇī, "Formule magiche")
- Questa sezione contiene 249 testi di incantesimi (Toh 846-1093).

#### Sezione delBsngo smon(བསྔོ་སྨོན།,Praṇidhāna, Preghiere)
- Questa sezione contiene 15 testi di preghiere (Toh 1094-1108).

## IlbsTan-’gyur(བསྟན་འགྱུར)
Come spiegato più sopra esistono diverse edizioni del bsTan-’gyur, con differenti organizzazioni dei testi, di seguito, e a titolo esemplificativo, utilizzeremo la catalogazione propria della edizione detta di sDe dge (Derge, acronimo "D"), in complessivi 103 volumi, nella sua catalogazione da parte dell'Università del Tōhoku (acronimo "Toh"), la più diffusa negli studi, e nella sua suddivisione da parte dell'istituto buddista tibetano "84000: Translating the Words of the Buddha". È da tener presente che i titoli delle opere possono, quindi, conservare delle varianti. Nella catalogazione dell'Università del Tōhoku, il bsTan-’gyur si compone di 3.461 testi (Toh: 1109-4569).

### Glistotra(བསྟོད་ཚོགས།,bstod tshogs)

#### Sezione delBstod tshogs(བསྟོད་ཚོགས།,Stotra, "Inni")
- Questa sezione contiene una piccola raccolta di 71 testi di "inni" e "lodi" ai buddha, a Mañjuśrī a Tārā, etc. (Toh 1109-1179).

### Commentari aitantra(རྒྱུད,rgyud)

#### Sezione delBla med rgyud(བླ་མེད་རྒྱུད།,Anuttarayoga, "Lo Yoga Supremo")
- Questa sezione contiene i commentari ai tantra dello "Yoga Supremo", è in 1.323 sottosezioni (Toh 1180-2502), per complessivi .

#### Sezione delRnal ’byor gyi rgyud(རྣལ་འབྱོར་གྱི་རྒྱུད།,Yogatantra, "Lo Yoga tantra")
- Questa sezione contiene i commentari ai tantra del "Tantra yoga", ovvero a quel tipo di pratica tantrica che predilige la pratica della visualizzazione rispetto alle purificazioni rituali, è in 159 sottosezioni (Toh 2503-2661).

#### Sezione delSpyod pa’i rgyud(སྤྱོད་པའི་རྒྱུད།,Caryātantra, "Tantra della condotta)
- Questa sezione contiene i commentari ai  tantra che concernono sia l'aspetto meditativo che il rituale e sono focalizzati in particolar modo sulle deità di Vairocana e Vajrapāṇi, è in 8 sottosezioni (Toh 2662-2669).

#### Sezione delBya ba'i rgyud(བྱ་བའི་རྒྱུད།,Kriyātantra, "Tantra dell'azione")
- Questa sezione contiene i commentari ai  tantra che prediligono il rituale, è in 470 sottosezioni (Toh 2670-3139).

#### Sezione delrgyud sde bzhi thun mong ba(རྒྱུད་སྡེ་བཞི་ཐུན་མོང་བ།, Miscellanea di commentari)
- Questa sezione contiene una miscellanea di commentari ai vari tantra nelle diverse classificazioni, è in 646 sottosezioni (Toh 3140-3785).

### Trattati e commentari aisūtra(བསྟན་བཆོས,bstan bcos)
- Questa sezione contiene trattati e commentari ai sūtra di importanti filosofi buddisti comprensivi di quelli appartenenti alle scuole madhyamaka e cittamātra, quali, ad esempio, Nāgārjuna, Āryaveva, Candrakīrti, Buddhapālita, Śāntideva,  Asaṅga e Vasubandhu, è in 417 sottosezioni (Toh 3786-4202).

## Guida alla consultazione del Canone tibetano
Come precedentemente spiegato, vi sono diverse edizioni e manoscritti del Canone tibetano, quindi differenti sistemi di elencazione, segnatamente del bKa’-’gyur, i quali si possono suddividere nei seguenti raggruppamenti (in parentesi, e in neretto, gli acronimi citati negli studi, indispensabili per individuare un testo della raccolta):
- Afferenti alla tradizione del Tshal pa bKa’ ’gyur:
  - B:  bKa’-’gyur di Berlino, conservato alla Staatsbibliothek proviene da un'edizione dello Yǒnglè che risale al 1680;
  - C: bKa’-’gyur di Co-ne (Cone, monastero di Chone), proviene dalla edizione del  Jang sa tham, è stato stampato tra il 1731 e 1781, consiste di 108 volumi;
  - D e Toh: bKa’-’gyur di Derge (sde-dge), proviene dalla edizione del  Jang sa tham con emendamenti che risentono di edizioni della tradizione Them spangs ma; risale al 1733 e consiste di 102 volumi; è indicato anche come Toh in quanto pubblicato, nel 1934, dalla Università del Tōhoku a Sendai (Giappone);
  - J: Jang sa tham o  bKa’-’gyur di Li thang, fu completato nel 1621 sotto il patrocinio del governatore Mù Zēng (木增, 1587-1646);
  - Q:  bKa’-’gyur di Pechino, si tratta dell'edizione pubblicata sotto l'imperatore Kāngxī (康熙, regno 1661-1722);
  - R: Ra gya bKa’-’gyur, è l'edizione del bKa’-’gyur di Derge stampata tra il 1814 e il 1820 ad Amdo (ཨ༌མདོ, Tibet orientale);
  - U:  bKa’-’gyur di Urga (antico nome di Ulaanbaatar, ᠤᠯᠠᠭᠠᠨᠪᠠᠭᠠᠲᠤᠷ, capitale della Mongolia), risale ai primi anni del XX secolo;
  - W:  bKa’-’gyur di Wanli, si riferisce al bKa’-’gyur pubblicato sotto il regno di Wànlì (万历 1563-1620) è datato al 1606;
  - Y: bKa’-’gyur di Yǒnglè, si riferisce al bKa’-’gyur pubblicato sotto il regno di Yǒnglè (永乐 1360-1424) è datato al 1410 e consta di 105 volumi.

- Afferenti alla tradizione del Them spangs ma bKa’ ’gyur:
  - L: bKa’-’gyur di Londra, è conservato al British Museum, risale al XVIII secolo;
  - S:   bKa’-’gyur di Stok Palace è conservato nell'omonimo museo di Ladakh, è un'edizione bhutanese e risale alla prima metà del XVIII secolo;
  - T: bKa’-’gyur di Tokyo, risale al XIX secolo e consta di 114 volumi;
  - U: bKa’-’gyur di Ulaanbaatar, datato al 1671 consta di 114 volumi (3 sono andati perduti).